# جومان
جومان (بالكردية: چۆمان، Çoman‏) هي مدينة ومركز قضاء جومان التابعة لمحافظة اربيل بإقليم كردستان العراق بالقرب من الحدود الإيرانية والتي تبعد عنها بمسافة 25 كلم وتبعد بمسافة 160 كلم عن مدينة أربيل. أصبحت مدينة جومان مركز ناحية في عام 1961م ومركز قضاء في عام 1970م يبلغ عدد النواحي التابعة لقضاء جومان حوالي 4 نواحي وهي حاج عمران، گەڵاڵە، قسري وسميلان وتتبعها كذلك حوالي 166 قرية